# Sabine Scho

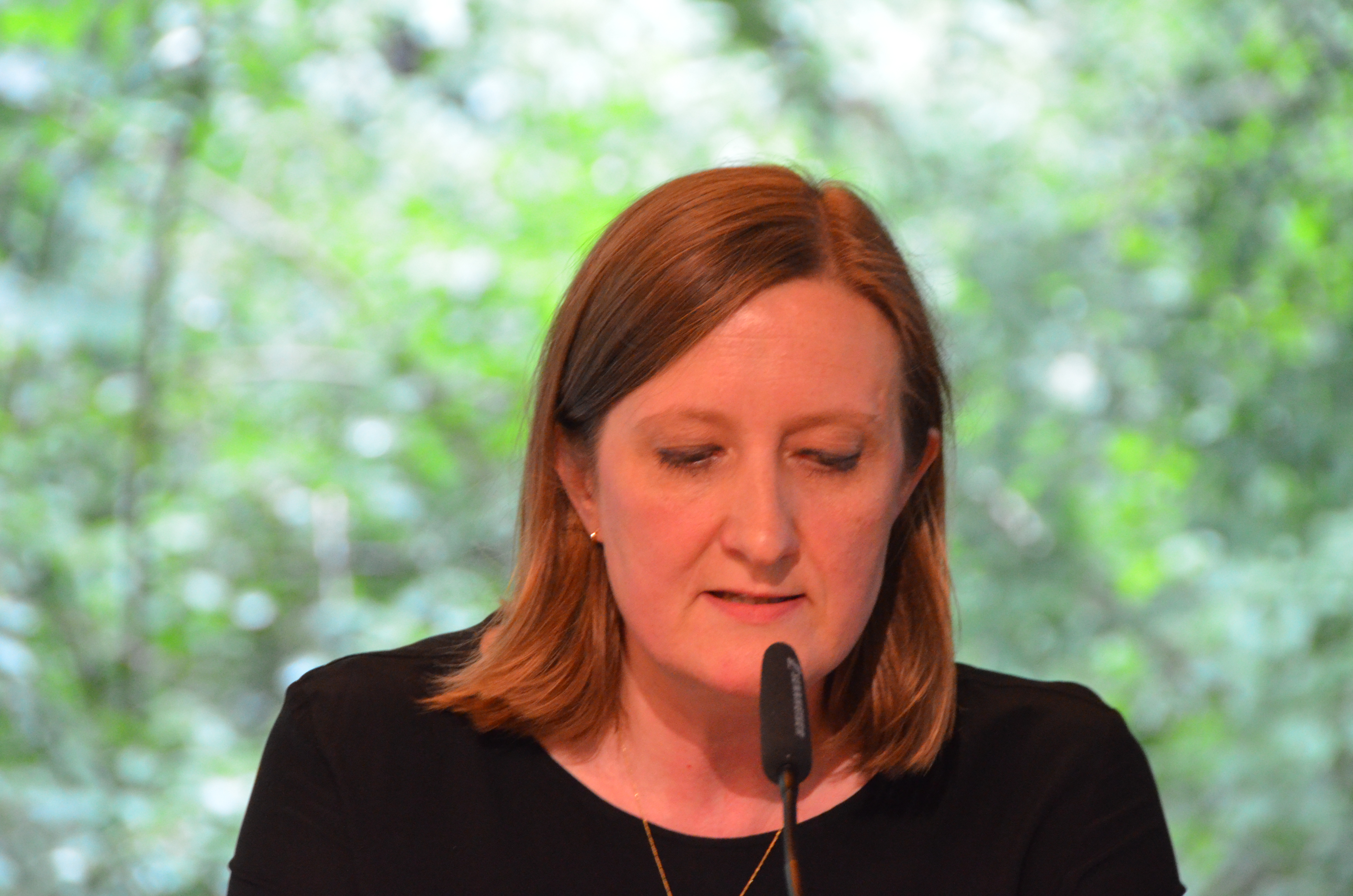
Sabine Scho bei einer Lesung auf dem Poesiefestival Berlin 2015

Sabine Scho (* 1. September 1970 in Ochtrup) ist eine deutsche Lyrikerin und Schriftstellerin. Von 1990 bis 1999 studierte sie Germanistik und Philosophie an der Westfälischen Wilhelms-Universität in Münster. Sie lebte und arbeitete lange Zeit in São Paulo, aktuell lebt sie in Berlin und Rom.

## Künstlerische Aktivität
Seit 1999 hat sich Sabine Scho durch Auftritte bei internationalen Festivals einen Ruf als Performerin und durch Bild-Text-Installationen in Museen und Institutionen als Installationskünstlerin erworben.

## Auszeichnungen
- 2000: GWK-Literaturförderpreis
- 2001: Leonce-und-Lena-Preis (gemeinsam mit Silke Scheuermann)
- 2001: Förderpreis zum Ernst-Meister-Preis für Lyrik
- 2001: Förderpreis des Landes Nordrhein-Westfalen für Literatur
- 2003: Villa-Aurora-Stipendium
- 2012: Anke Bennholdt-Thomsen-Lyrikpreis der Deutschen Schillerstiftung
- 2018: Deutscher Preis für Nature Writing (gemeinsam mit Christian Lehnert)[1]
- 2019/2020: Literaturstipendium in der Villa Massimo

## Buchveröffentlichungen (Auswahl)
- Thomas Kling entdeckt Sabine Scho. Gedichte. Europa-Verlag, Hamburg/Wien 2001, ISBN 3-203-84304-8
- Album. Gedichte. Neu gestaltete Wiederauflage des im Europa-Verlag erschienenen Bandes bei kookbooks, Idstein 2008, ISBN 978-3-937445-29-8
- farben. Gedichte. kookbooks, Idstein 2008, ISBN 978-3-937445-34-2
- Frauen-Liebe und Leben. Variation zu Adelbert von Chamisso zusammen mit Ulf Stolterfoht, hochroth Verlag, Berlin 2010
- Tiere in Architektur. Texte und Fotos. kookbooks, Berlin 2013, ISBN 978-3-937445-58-8
- The origin of senses : an intervention ; [ein Modellprojekt des Museums für Naturkunde Berlin und der Kulturstiftung des Bundes ; erscheint zur Ausstellung im Museum für Naturkunde Berlin, 27.08. – 29.11.2015] / Sabine Scho ; Andreas Töpfer. [Übers.: Ann Cotten]. Berlin : Museum für Naturkunde, 2015. 41 S. : zahlr. Ill., graph. Darst. ; 39 cm ISBN 978-3-9815029-7-8
- Haus für einen Boxer. Sabine Scho, Sebastian Felix Ernst und Golden Diskó Ship, Hatje Cantz, Berlin 2021; Deutsch, Englisch, Italienisch; 200 Seiten, 120 Abb.; Buchblock im Schuber mit CD; ISBN 978-3-7757-5065-3

## Weitere Veröffentlichungen (Auswahl)
- en famille. Gedichte, in: Zwischen den Zeilen 24, 2005.
- Aus aufgegebenen Gehegen. Gedichte, in: BELLA triste Nr. 11, Hildesheim 2005.
- Essay: Science of Slapstick. Zu drei Gedichten von Daniel Falb, in: BELLA triste Nr. 17, Sonderausgabe zur deutschsprachigen Gegenwartslyrik, Hildesheim 2007.
- The Origin of Values 0 – Pantanal. Sabine Scho und Matthias Holtmann, Berlin 2021 (Herausgegeben von Villa Aurora/Thomas Mann House anlässlich des Salons Sophie Charlotte der Berlin-Brandenburgischen Akademie der Wissenschaften)
- The Origin of Values 01 – Iceland. Sabine Scho und Matthias Holtmann, Rom 2022 (Herausgegeben für Goethe Morph* Iceland, Goethe Institut mit The Nordic House, Reykjavik)
- Farbfolge. Sabine Scho und Matthias Holtmann 2022 (Herausgegeben für den Spree Park Art Space, Berlin)

## Ausstellungen (Auswahl)
- The Origin of Senses – 2015 ausgestellt im Museum für Naturkunde Berlin, 2016 auf dem Kulturgut Haus Nottbeck – Museum für westfälische Literatur Oelde, 2017 im Zoologisches Museum der Universität Göttingen, 2017 in der Syltfoundation
- alle vögel verschwinden – Ausstellung von 62 Plakaten an der Außenwand der Villa Massimo Rom – Villa Massimo si avvicina, Juni 2020 und Schloss Neuhardenberg, September/Oktober 2021
- The Origin of Values 0 – Pantanal. Ausstellung für Villa Aurora/Thomas Mann House anlässlich des Salons Sophie Charlotte der Berlin-Brandenburgischen Akademie der Wissenschaften, Berlin 2021
- Farbfolge. Installation von Fahnen an verschiedenen Orten im Spreepark Art Space, Berlin 2022

## Belege
1. ↑  Sabine Scho und Christian Lehnert ausgezeichnet, Börsenblatt vom 13. Juli 2018, abgerufen am 13. Juli 2018.

| Personendaten    | Personendaten             |
| ---------------- | ------------------------- |
| NAME             | Scho, Sabine              |
| KURZBESCHREIBUNG | deutsche Schriftstellerin |
| GEBURTSDATUM     | 1. September 1970         |
| GEBURTSORT       | Ochtrup                   |